# Paralecanium zonatum
Paralecanium zonatum är en insektsart som först beskrevs av Green 1904.  Paralecanium zonatum ingår i släktet Paralecanium och familjen skålsköldlöss.
Artens utbredningsområde är Sri Lanka. Inga underarter finns listade i Catalogue of Life.